# Karl Freund
Karl W. Freund (Königinhof, Bohemia, Imperio austrohúngaro; 16 de enero de 1890-Santa Mónica, California; 3 de mayo de 1969) fue un camarógrafo, director de fotografía y director de cine recordado por su talento innovador y creativo aplicado en películas como Metrópolis (1927), Dracula (1931) y La momia (1932); y en la creación de la técnica de tres cámaras simultáneas en televisión, usada en las sitcom. Ganador de un Premio Oscar al mejor director de fotografía por La buena tierra (1937).

## Biografía
Nacido en la actual Dvur Králové nad Labem en la República Checa, a la edad de 15 años comenzó su carrera al conseguir un trabajo como asistente de proyeccionista, para luego a los 17 años trabajar en Berlín como camarógrafo de noticiarios y cortometrajes para la empresa Pathé Films. En 1912 fue jefe de cámaras de la empresa Projektions-AG Union (PAGU). Cuando estalló la Primera Guerra Mundial fue reclutado, pero por su gran corpulencia fue dado de baja a los tres meses. De regreso a la vida civil trabajó como freelance para varias productoras alemanas, principalmente para Messter Film. Comenzó también a dirigir películas en 1921. 
En 1924 comenzó a trabajar en Universum Film AG(UFA), en la época más innovadora del cine alemán. Allí trabajó como camarógrafo para F.W. Murnau , Fritz Lang, y Ernst Lubitsch, con el primero en su película Der Letzte Mann (1924). 
En colaboración con el guionista Carl Mayer, comenzó a desarrollar el uso de la cámara como medio de narración, que llegó a ser el sello del cine alemán en la República de Weimar, junto con el llamado expresionismo alemán. Otra de sus innovaciones fue el emplear el uso de la cámara de alta velocidad (cámara lenta) en las escenas pobres de iluminación. De esta década es recordado su trabajo en el filme Metrópolis (1927) de Fritz Lang. En 1927 decidió volver a trabajar como freelance viajando a Londres en 1928 para experimentar con filmes en color en la empresa Movie Colour Ltd.. Su prestigio internacional le permitió emigrar a los Estados Unidos en 1929, integrándose al ambiente cinematográfico de los estudios de Hollywood.
En 1930 firmó contrato con Universal Studios como camarógrafo en las películas Dracula (1931) y El doble asesinato en la calle Morgue (1932), y como director en La momia (1932). Luego se incorporó a Metro-Goldwyn-Mayer en 1935, donde dirigió, entre otras, Las manos de Orlac (1935), que fue su último trabajo como director. Obtuvo el premio Oscar a la Mejor dirección de fotografía por La buena tierra (1937). Permaneció en MGM durante todo el período de la Segunda Guerra Mundial, fundando además, en 1944, la empresa Photo Research Corporation en Burbank, California, que fabricaba exposímetros y cámaras de televisión. En 1947 se trasladó a Warner Bros. donde trabajó entre otros con John Huston en Key Largo (1948) y con Michael Curtiz en El rey del tabaco (1950). Dio por terminada su carrera como camarógrafo con la película Montana (1950), de Ray Enright.
La década de 1950 comenzó con el auge de la televisión, sobre todo con los sitcom. En 1951 la empresa Desilu Productions, de la comediante Lucille Ball y su marido, el músico Desi Arnaz, comenzó a producir su programa I love Lucy. Siendo los programas de televisión realizados en vivo, se usaba para la distribución del mismo, el básico sistema llamado Kinescopio, que consistía en filmar el programa con una cámara de cine enfocada en una pantalla de televisión. El mayor problema de este sistema era, fuera de la nitidez, el parpadeo de la imagen, que se producía, al ser filmada con una cámara de cine. Un problema de sincronismo.
Karl Freund, que conocía a la pareja desde la década anterior, cuando trabajaban para MGM, fue contratado como director de fotografía del programa, e interesándose por los nuevos problemas y situaciones que presentaba la televisión, comenzó a desarrollar un sistema de mejor calidad, al utilizar 3 cámaras de cine, en reemplazo de la única cámara de televisión que se usaba hasta entonces, lo cual de un plumazo resolvió el problema de nitidez, parpadeo, distribución y costos. Las tres cámaras filmaban simultáneamente el programa y luego el material pasaba a montaje. El sistema requería de minuciosa planificación, pero técnicamente, era totalmente controlable. Este sistema pionero le dio a Desilu una ventaja extraordinaria y una gran popularidad. 
En 1955, la Academia de las Artes y las Ciencias Cinematográficas de Hollywood, le otorgó un premio especial técnico (Academy Award for Technical Achievement) por su trabajo en el desarrollo del exposímetro. 
A la edad de 70 años, Freund decidió retirarse, trabajando solamente en su empresa Photo Research Corporation.
Falleció a los 79 años, en su hogar, en Santa Mónica, California.

## Filmografía

### Como director
- La momia (1932), con Boris Karloff.
- Mad Love (1935), con Peter Lorre.

### Como fotógrafo
- El muchacho en azul (Der Knabe in Blau, 1919), de F. W. Murnau.
- Las arañas (1920), de Fritz Lang.
- El Golem (1920), de Paul Wegener.
- Der Letzte Mann (1924), de F. W. Murnau.
- Varieté (1925), de Ewald A. Dupont.
- Tartufo (1925), de F. W. Murnau.
- Metrópolis (1927), de Fritz Lang.
- Drácula (1931), de Tod Browning.
- Los Asesinatos de la Calle Morgue (1932), de Robert Florey.
- El gran Ziegfield (1936)
- La buena tierra (1937), de Sidney Franklin.
- The Chocolate Soldier (1941), de Roy Del Ruth.
- De corazón a corazón (1941), de Mervyn LeRoy.
- Cayo Largo (1948)

## Premios y distinciones
Premios Óscar
| Año  | Categoría                          | Película              | Resultado |
| ---- | ---------------------------------- | --------------------- | --------- |
| 1938 | Mejor fotografía                   | La buena tierra       | Ganador   |
| 1942 | Mejor fotografía en blanco y negro | The Chocolate Soldier | Nominado  |
| 1942 | Mejor fotografía en color          | De corazón a corazón  | Nominado  |